# Canary Wharf (DLR)
Pour les articles homonymes, voir Canary Wharf (homonymie).
Canary Wharf (en anglais : Canary Wharf DLR Station), est une station de la ligne de métro léger automatique Docklands Light Railway (DLR), en zone 2 Travelcard. Elle  est située sur la Cabot Place à Canary Wharf dans le borough londonien de Tower Hamlets sur le territoire du Grand Londres.
La station dessert les importants complexes de bureaux de Canary Wharf.

## Situation sur le réseau

Plan de la ligne du métro léger DLR.

Située en aérien, Canary Wharf est une station de la branche sud de la ligne de métro léger Docklands Light Railway. Elle est établie entre les stations West India Quay, au nord, et Heron Quays, en direction du terminus sud Lewisham,. Elle est en zone 2 Travelcard.
La station dispose de trois voies et quatre quais (2 latéraux et 2 centraux), numérotées : 1, 2/3, 4/5 et 6. En amont et en aval, des appareils de voies permettent des passages entre les voies.

## Histoire
La station Canary Wharf est construite pour ouvrir lors de la mise en service, en 1987, de la section de Stratford à Island Gardens par le Docklands Light Railway,. Le programme de développement du quartier rend obsolète à court terme la station édifiée, elle est donc démontée et reconstruite en plus grand. La mise en service a lieu, en service limité, en juillet 1991, elle est achevée à la fin de cette même année.
En 2016, la fréquentation de la station est de 19,359 millions d'utilisateurs.

## Services aux voyageurs

### Accès et accueil
La station est accessible par la Cabot Place.

### Desserte
Canary Wharf est desservie par les rames des relations Stratford - Canary Wharf, ou Lewisham aux heures de pointe, et Bank - Lewisham,.

Installations et desserte
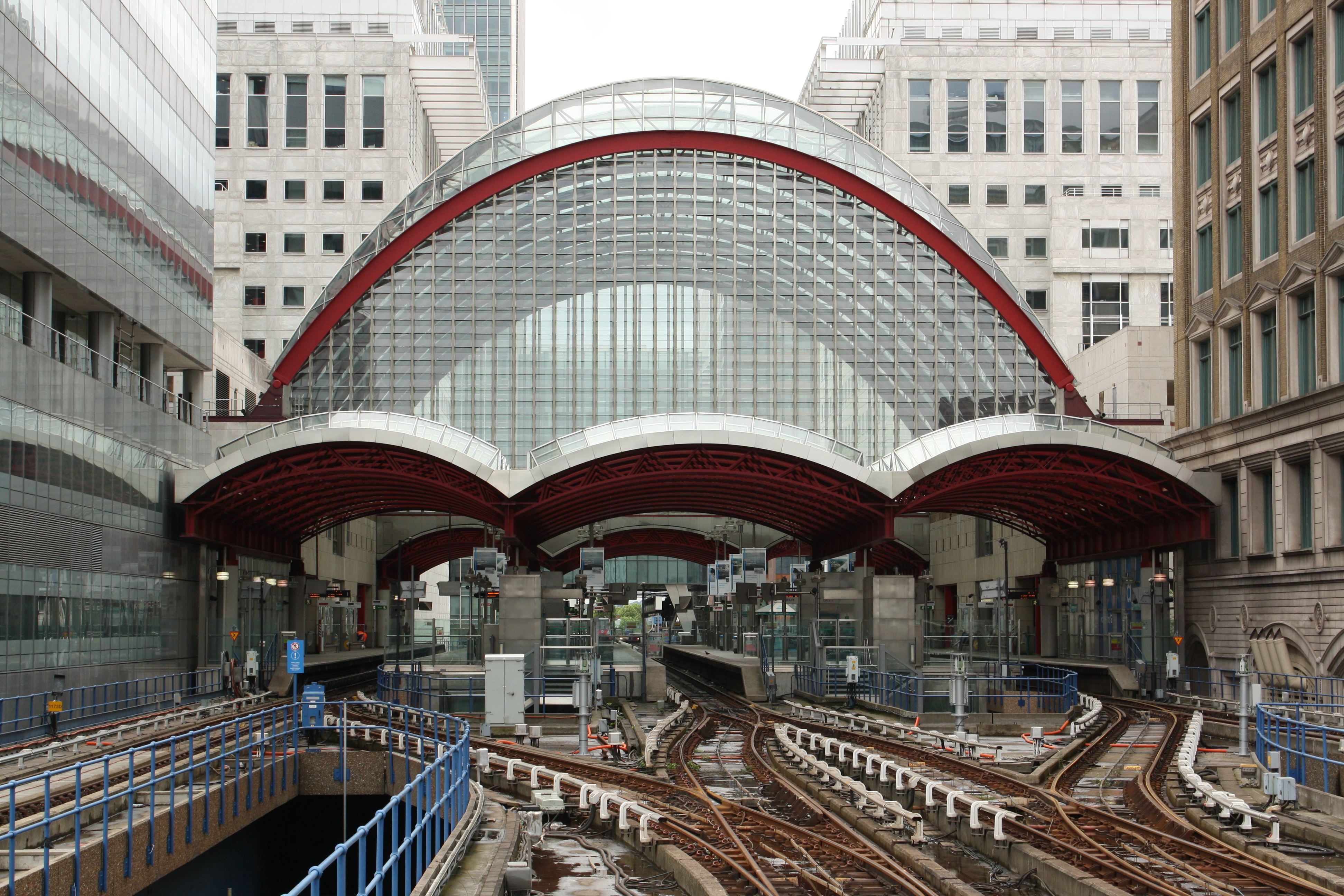
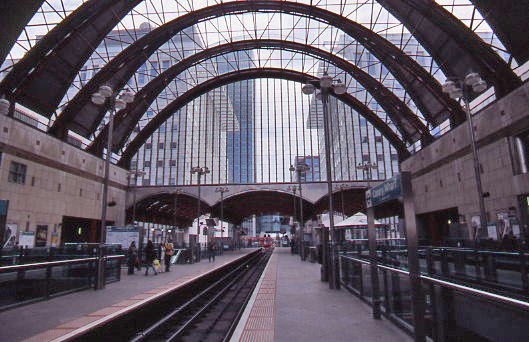
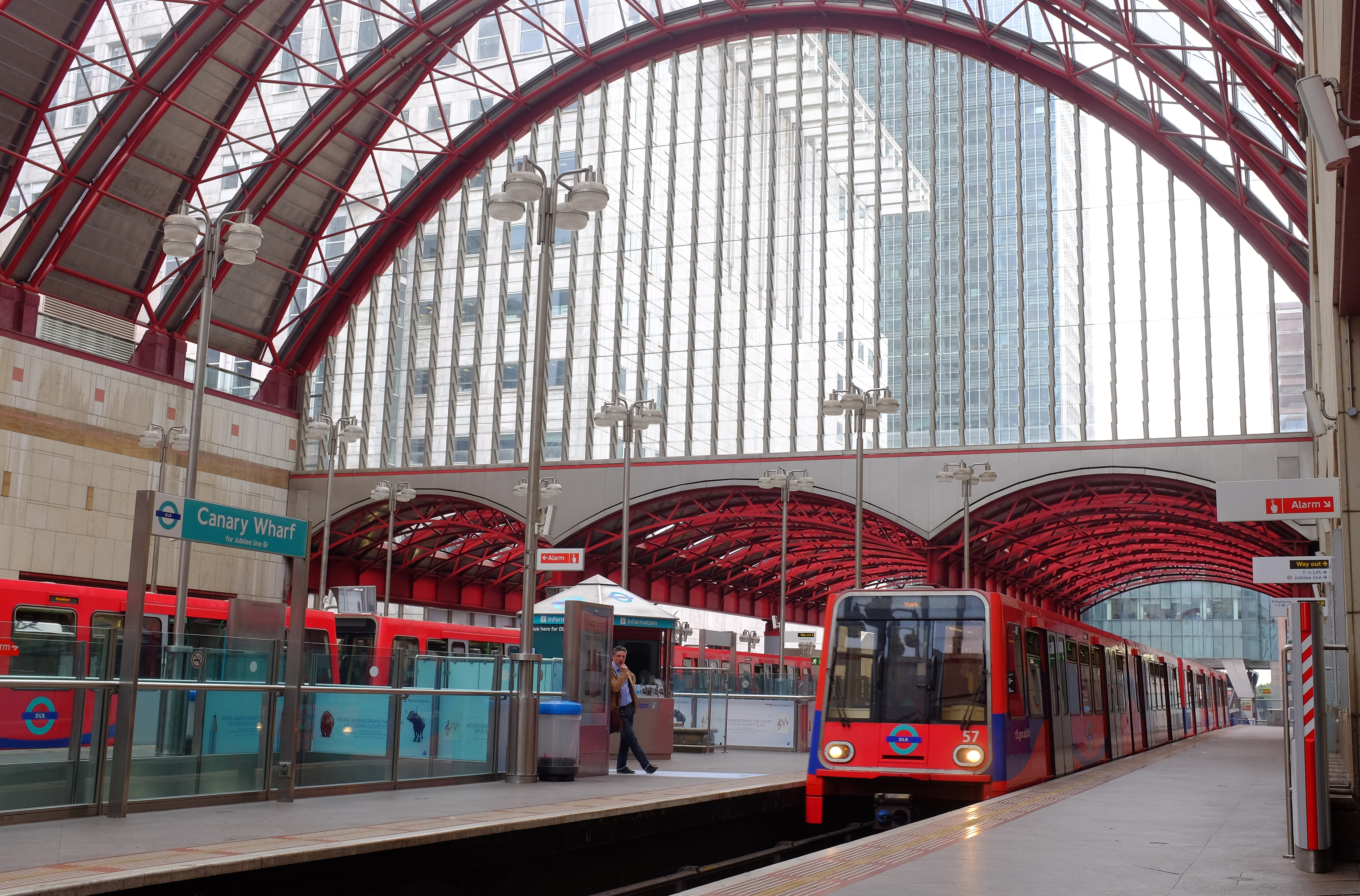

### Intermodalité
La station est desservie par les Autobus de Londres, lignes : 135, 277, D3, D7, D8, N277 et N550.

## À proximité
- Canary Wharf